# Basset fauve de Bretagne
Basset fauve de Bretagne ist eine von der FCI anerkannte französische Hunderasse (FCI-Gruppe 6, Sektion 1.3, Standard Nr. 36).
Der Basset Fauve de Bretagne ist ein kleiner, bis 38 cm hoher, kompakter, sehr lebhafter Jagdhund. Das Haar ist kurz, rau, hart, aber nicht wollig oder gelockt in den Farben falbfarben, von weizenfarbig bis ziegelrot. Er wird meist auf Niederwild angesetzt. Ihm wird eine außergewöhnliche Jagdbegabung nachgesagt, weshalb er bei Jägern sehr beliebt ist.